# Barbara Szacka
Barbara Szacka (ur. 20 kwietnia 1930 w Kaliszu, zm. 17 stycznia 2025) – polska socjolog.
Zajmowała się problematyką pamięci zbiorowej, biologicznych podstaw życia społecznego i socjologią ogólną. Autorka podręcznika Wprowadzenie do socjologii (Warszawa 2003). Przez wiele lat wykładała w Instytucie Socjologii Uniwersytetu Warszawskiego oraz w Szkole Wyższej Psychologii Społecznej w Warszawie.

## Życiorys
Była córką Wojciecha Plewniaka (1893–1940) i Zofii Plewniak, z d. Chmielińskiej (1905–1993). Jej ojciec był lekarzem, służył w I Brygadzie Legionów Polskich, zginął w Katyniu. Matka była lekarzem stomatologiem, w czasie powstania warszawskiego prowadziła gabinet dentystyczny dla powstańców. Otrzymała Srebrny Krzyż Zasługi z Mieczami.
W czasie II wojny światowej była uczennicą Szkoły Fundacji im. Wandy z Posseltów Szachtmajerowej. W 1952 r. ukończyła studia socjologiczne Uniwersytecie Warszawskim. W tym samym roku rozpoczęła pracę na macierzystej uczelni, była zatrudniona m.in. w Katedrze Historii Myśli Społecznej i Katedrze Socjologii Ogólnej. W 1962 r. obroniła pracę doktorską Teoria społeczna i społeczna utopia. Analiza poglądów Stanisława Staszica napisaną pod kierunkiem Niny Assorodobraj-Kuli. W 1975 r. uzyskała na podstawie pracy Przeszłość w świadomości współczesnej inteligencji polskiej stopień doktora habilitowanego. W 1990 roku otrzymała tytuł profesora. Przeszła na emeryturę w 2000 r. Była członkiem Komitetu Etyki w Nauce Polskiej Akademii Nauk oraz Polskiego Towarzystwa Socjologicznego.
W latach 60. prowadziła pionierskie na skalę światową badania empiryczne nad pamięcią zbiorową. Miały one charakter ankietowy i były kilkakrotnie powtarzane (m.in. 1965, 1988, 2003).
20 sierpnia 1980 roku podpisała apel 64 uczonych, pisarzy i publicystów do władz komunistycznych o podjęcie dialogu ze strajkującymi robotnikami.
Jej mężem był socjolog Jerzy Szacki.
Została pochowana na cmentarzu Wojskowym na Powązkach w Warszawie.

## Prace
- Stanisław Staszic: portret mieszczanina, Warszawa (1962)
- Stanisław Staszic, Warszawa (1966)
- Przeszłość w świadomości inteligencji polskiej, Warszawa (1983)
- (red.), Polska dziecięca, Warszawa (1987, 2005)
- Czas przeszły i pamięć społeczna, wspólnie z Anną Sawisz, Warszawa (1990)
- Wprowadzenie do socjologii, Warszawa (2003, 2008)
- Czas przeszły, pamięć, mit, Warszawa (2006)
- Między codziennością a wielką historią. Druga wojna światowa w pamięci zbiorowej społeczeństwa polskiego, Warszawa (2010) współautorzy: Piotr T. Kwiatkowski, Lech M. Nijakowski, Andrzej Szpociński
- Życie i pamięć w mrocznych czasach (2024) – wspomnienia